# Симонов, Михаил Ильич
Михаи́л Ильи́ч Си́монов (1870 — после 1918) — член Государственной думы от Воронежской губернии.

## Биография
Родился в 1870 году. Происходил из купеческой семьи, личный дворянин. Землевладелец Острогожского уезда (809 десятин при селе Песчаном).
Окончил Воронежскую гимназию, а затем — юридический факультет Московского университета по 1-му разряду (1896).
По окончании университета поселился в своем имении и посвятил себя сельскому хозяйству и общественной деятельности. Служил земским начальником (1898—1907). Избирался гласным Острогожского уездного и Воронежского губернского земских собраний, а также почётным мировым судьёй. Был членом Союза 17 октября.
В 1907 году был избран членом III Государственной думы от Воронежской губернии. Входил во фракцию октябристов. Состоял членом земельной комиссии и товарищем секретаря комиссии по переселенческому делу.
В 1912 году был переизбран в Государственную думу. Входил во фракцию октябристов, после её раскола — в группу земцев-октябристов. Также входил в Прогрессивный блок. Состоял председателем переселенческой комиссии (со 2 декабря 1916), а также членом земельной и сельскохозяйственной комиссий.
После Февральской революции был командирован Временным комитетом Государственной думы в петроградские воинские части «для осведомления о тех мерах, которые Временный комитет в интересах родины принимает для установления законного порядка в государстве»; 13 марта 1917 года выехал в Острогожск, где принимал участие в собрании офицеров и солдат.
Судьба после 1917 года неизвестна. Был женат, имел троих детей.